# Zosterops mauritianus
Zosterops mauritianus (лат.) — вид воробьиных птиц из семейства белоглазковых (Zosteropidae). Подвидов не выделяют.

## Таксономия
Весьма близким видом является Zosterops borbonicus, одно время их считали единым видом, хотя изначально были описаны как два различных.

## Описание
Длина тела 10,7—11,4 см. Вес самцов 7,5—10 г, самок 7,5—11 г. Круп беловатый, глазное кольцо отсутствует. Хвост этих птиц характерно вздёрнут. У взрослых особей верхняя часть головы и верхняя сторона тела серые. Зад охристо белый. Хвост тёмно-серо-чёрный. Клюв черноватый, более серый на кромках и еще светлее у основания. Ноги черновато-серые.
По сравнению с Zosterops borbonicus, нижняя сторона тела окрашена в более грязный серо-белый цвет. Подбородок, горло и подхвостье более белые. Бока имеют расплывчато-коричневатые. Имеет такое же выделяющееся белое кольцо вокруг радужной оболочки каштанового цвета глаз.

## Биология
Питаются нектаром и насекомыми и только изредка фруктами.
Является главным опылителем цветов рода Трохетия.

## Распространение
Эндемики Маврикия. Живут в лесах и садах.

## Охранный статус
МСОП присвоил таксону охранный статус «Виды, вызывающие наименьшие опасения» (LC).